# Dmitrij Viktorovič Meleško
Dmitrij Viktorovič Meleško, rus. Дмитрий Викторович Мелешко (* 8. listopadu 1982), je běloruský hokejový útočník.

## Klubový hokej
Od sezóny 2005/2006 byl dva roky hráčem ruské superligy Salavat Julajev Ufa, následně působil v mužstvech Spartak Moskva, Sibir Novosibirsk a Dinamo Minsk. 

## Reprezentace
Reprezentoval na mistrovstvích světa v letech 2005, 2006, 2007, 2008 a 2009.

### Reprezentační statistiky
| Rok     | Reprezentace | Soutěž |   |   |   |   |    |
| Rok     | Reprezentace | Soutěž | Z | G | A | B | TM |
| MS 2005 | Bělorusko    | MS     | 3 | 0 | 0 | 0 | 2  |
| MS 2006 | Bělorusko    | MS     | 7 | 1 | 2 | 3 | 4  |
| MS 2007 | Bělorusko    | MS     | 6 | 2 | 4 | 6 | 2  |
| MS 2008 | Bělorusko    | MS     | 6 | 2 | 1 | 3 | 4  |
| MS 2009 | Bělorusko    | MS     | 3 | 0 | 0 | 0 | 4  |